# 콧 딜
엘리스 퍼거슨 "콧" 딜(영어: Ellis Ferguson "Cot" Deal, 1923년 1월 23일~2013년 5월 21일)은 미국의 프로 야구 선수이자 코치이다. 메이저 리그 베이스볼(MLB)의 보스턴 레드삭스(1947년~1948년)와 세인트루이스 카디널스(1950년, 1954년)에서 투수로 뛰었으며, 우투양타였다.
오클라호마주 아라파호에서 태어나 오클라호마시티에서 자랐으며, 머리털 색깔이 아주 옅어 '콧'(Cot)라는 별명을 갖게 되었다. 제2차 세계 대전 당시 1943년부터 1944년까지 미군에서 복무했다. 1940년부터 1989년까지 오랫동안 야구계에 몸담았다.
2013년 5월 21일에 오클라호마시티에서 사망했다.